# 마이아 에스티안티
마이아 에스티안티(Maia Estianty, 1976년 1월 27일 ~ )는 인도네시아의 음악가, 음악 프로듀서, 싱어송라이터, 배우, 사업가이다. 1999년부터 2007년까지 록 밴드 라투(Ratu)의 멤버로 활동했다.